# Caroline Otero
Caroline Otero, nome artístico de Agustina Carolina del Carmen Otero Iglesias (Valga, 4 de novembro de 1868 – Nice, 10 de abril de 1965), foi uma cantora e dançarina de cabaré, além de cortesã da Belle Époque. Também era conhecida como "La Belle Otero". Era conhecida por sua beleza e pelo grande número de amantes.

## Biografia
Caroline nasceu em Valga, na Galiza, em 1868. Era filha de uma mãe solteira, Carmen Otero Iglesias (1844–1903), e um oficial do Exército grego chamado Carasson. Sua família era muito pobre e sua mãe trabalhava como prostituta para poder alimentar a filha. Ainda criança, se mudou para Santiago de Compostela, onde começou a trabalhar como empregada. Foi violada aos 10 anos de idade por um sapateiro, e devido às complicações ficou estéril e acabou expulsa de casa aos 14 anos. Foi morar com seu namorado e parceiro de dança, Paco, com quem começou a trabalhar como cantora e dançarina em Lisboa.

## Carreira
Em 1888 Caroline conheceu a Ernest Jurgens, que se tornou seu patrocinador em Barcelona, e se mudou com ela para Marselha a fim de promover sua dança pela França. Ela o deixou pouco depois e adotou o nome artístico de La Belle Otero, vestindo-se e se comportamento como se fosse uma cigana da Andaluzia. Era uma mulher que chamava a atenção dos homens, uma figura muito atraente, que cativava rapidamente a audiência.
Foi a principal estrela das produções do cabaré Folies Bergère, em Paris. Uma de suas roupas mais provocantes era composta de pedrarias coladas na pele, ressaltando as curvas do corpo. Logo Caroline se tornaria a mulher mais desejada da Europa. Em poucos anos já era cortesã de um grande número de homens ricos e poderosos e Caroline escolhia seus amantes com cuidado.
Logo ela estava atendendo o kaiser Guilherme II da Alemanha, Alberto I, Príncipe de Mônaco, Eduardo VII do Reino Unido, a nobreza sérvia, espanhola, bem como os grão-duques do Império Russo, como o grão-duque Pedro Nikolaevich da Rússia, o Duque de Westminster e o escritor Gabriele D'Annunzio. Seus diversos casos amorosos a tornaram famosa, mas despertaram uma grande inveja em várias personalidades femininas na época, bem como as esposas de seus amantes. Conta uma famosa lenda, porém sem comprovação, de que ao menos seis homens teriam cometido suicídio após o término de seu relacionamento com Caroline. Sabe-se que ao menos dois homens brigaram por ela.

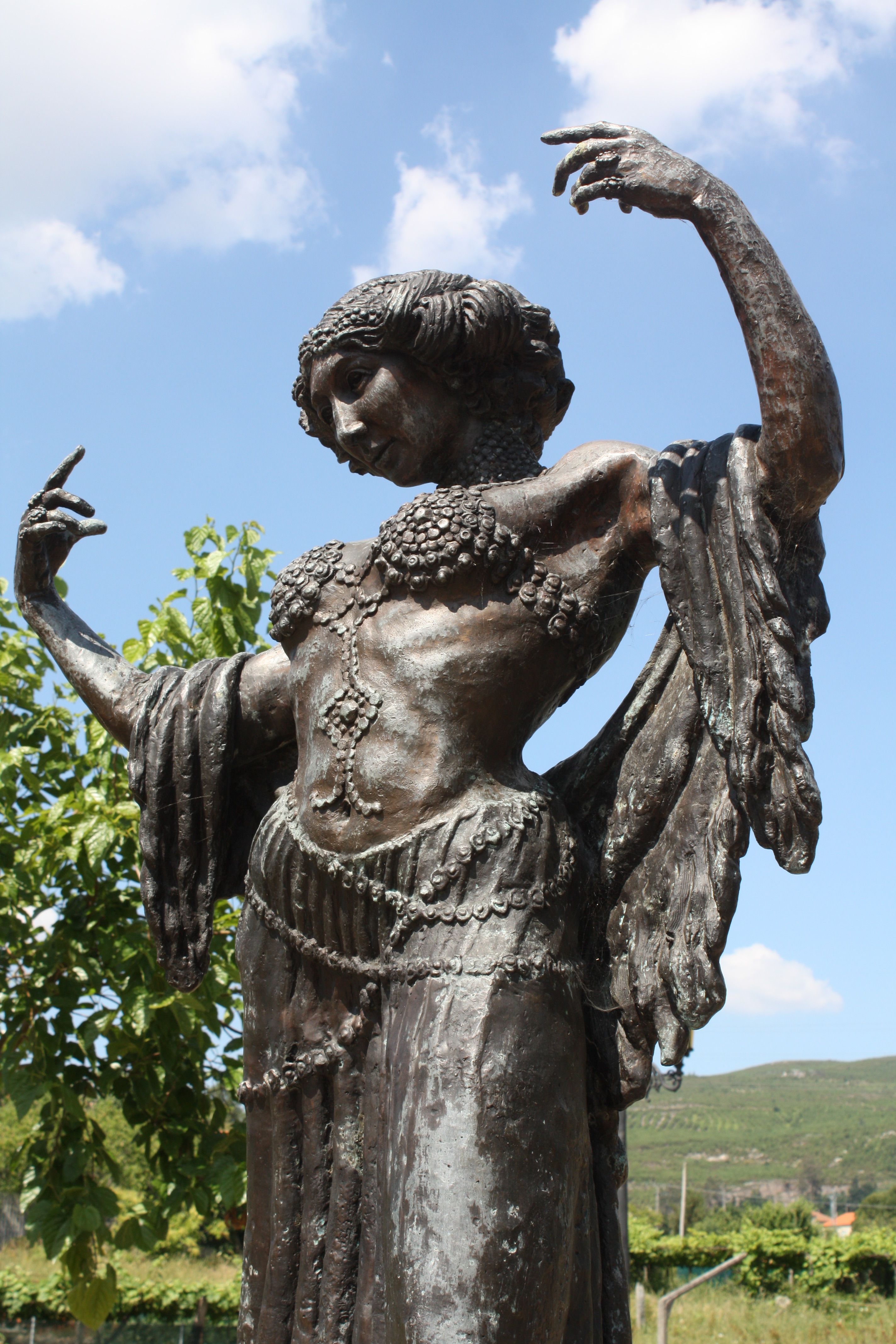
Estátua em homenagem à La Belle Otero, em Valga, Pontevedra

## Filme
Em agosto de 1898, em São Petersburgo, o cinegrafista Félix Mesguich, empregado da companhia de Auguste e Louis Lumière, gravou um vídeo de um minuto de uma performance de Caroline, dançando a "Valse Brillante". A exibição do curta causou um escândalo, pois um oficial do exército do czar aparece na cena. Félix acabou expulso da Rússia por conta do filme.

## Últimos anos
Caroline se aposentou depois da Primeira Guerra Mundial, comprando uma mansão que hoje vale o equivalente a 15 milhões de dólares, tendo acumulado uma fortuna de cerca de 25 milhões de dólares em valores atuais. Caroline, porém, gostava de apostas e acabou gastando boa parte de sua fortuna para sustentar seu estilo de vida luxuoso. Era figura conhecida nos cassinos de Monte Carlo.

## Morte
Empobrecida, Caroline foi morar em um pequeno apartamento no Hotel Novelty, em Nice, onde teve um infarto e morreu em 10 de abril de 1965, aos 96 anos.